# 志柿源次郎
志柿源次郎（？—1930年），醫師，是臺灣日治時期臺中州能高郡霧社（今屬南投縣仁愛鄉）的公醫，在霧社擔任醫師多年，頗受好評。
1930年發生霧社事件，賽德克族原住民反抗日本，大行出草獵首。志柿源次郎雖然救助原住民不計其數，仍慘遭原住民追殺，志柿只好避難於霧社公學校校長室廚房。
原住民追至，隔於牆外，眼見無法直接殺死志柿，遂以步槍伸入牆壁裂縫，往志柿腦部開槍，志柿當場腦漿四溢，血流如注而慘死；志柿之妻目睹慘狀，大聲喊叫，在花岡二郎之妻初子的幫助下，才逃過一劫。

## 資料來源
- 《訣別的悲劇.》高彩雲口述、高永清紀錄（日文）潘美信譯、周婉窈校訂
- 周婉窈（臺灣大學歷史系教授），《試論戰後臺灣關於霧社事件的詮釋》